# Margit Symo
Margit Symo (* 13. September 1913 in Budapest; † 6. Oktober 1992 in München) war eine ungarisch-österreichische Schauspielerin und Tänzerin.

## Leben
Nach einigen Engagements als Tänzerin gab Symo 1934 in der Produktion Zigeunerblut ihr Spielfilmdebüt als Schauspielerin. In den Folgejahren wirkte sie in zahlreichen Unterhaltungsfilmen mit, wobei oft ihr tänzerisches Talent und gelegentlich ihr Gesang zum Einsatz kamen. Sie spielte neben Heinrich George in Der Postmeister, neben Hans Moser in Einmal der liebe Herrgott sein und neben Emil Jannings in Altes Herz wird wieder jung. Sie nahm in dieser Zeit auch einige Schallplatten auf, darunter Wenn du nicht willst (Odeon 26553), Ich zieh mir an mein schönstes Kleid (#26592), Mein Herz muß immer wandern (#26585) und Für mich könnte die Welt aus lauter Männern bestehn (#26553).
Nach dem Zweiten Weltkrieg spielte Symo u. a. in der Komödie Ich denke oft an Piroschka (mit Liselotte Pulver, nach dem Roman von Hugo Hartung), der Hans-Albers-Komödie Der tolle Bomberg und Rainer Werner Fassbinders sozialkritischem Drama Angst essen Seele auf. Sie hatte Gastauftritte in Fernsehserien wie Salto Mortale, Der Kommissar und Polizeiinspektion 1.
Margit Symo lebte nach dem Krieg für mehrere Jahre in Schweden und war mit dem Komponisten Willy Mattes verheiratet. Die gemeinsame Tochter, Eva Mattes, ist ebenfalls als Schauspielerin tätig.
Symo ruht auf dem Münchner Nordfriedhof.

## Filmografie (Auswahl)
- 1934: Zigeunerblut
- 1935: Sie und die Drei
- 1935: Eine Nacht an der Donau
- 1936: Es geht um mein Leben
- 1937: Liebe geht seltsame Wege
- 1937: Ein Mann kann nicht nach Hause
- 1937: Kein Wort von Liebe
- 1937: Unter Ausschluß der Öffentlichkeit
- 1937: Der Unwiderstehliche
- 1938: Andalusische Nächte
- 1938: Ich sehe hell … ich sehe dunkel
- 1938: Die gelbe Flagge
- 1939: Zwischen Strom und Steppe
- 1939: Der falsche Admiral
- 1940: Der Postmeister
- 1942: Einmal der liebe Herrgott sein
- 1942: Die Sache mit Styx
- 1943: Altes Herz wird wieder jung
- 1943: Liebe, Leidenschaft und Leid
- 1944: Der Verteidiger hat das Wort
- 1944/49: Dreimal Komödie
- 1954: Die kleine Stadt will schlafen gehn
- 1955: Ich denke oft an Piroschka
- 1957: Der tolle Bomberg
- 1969: Alle Hunde lieben Theobald – Struppi und der kleine Bruder
- 1974: Angst essen Seele auf
- 1981: Heute spielen wir den Boß – Wo geht’s denn hier zum Film?
- 1987: Eine Handvoll Vergnügen – Crazy Boys
- 1989: Hab’ ich nur deine Liebe